# Malurus coronatus
Fadinha-de-coroa-lilás ou fadinha-de-coroa-violeta (Malurus coronatus) é uma espécie de ave da família Maluridae.
É endémica do Norte da Austrália. Duas subespécies são reconhecidas.